# Martabão
Martabão (Mottama, birmanês:   မုတ္တမ မြို့, pronuncia-se [moʊʔtəma̰ mjo̰]; Muttama, mom: မိုဟ် တၟံ, [mùh mɔˀ]; anteriormente Martabão) é uma pequena cidade no distrito de Thaton, no estado Mom, Myanmar. Localizada na margem oeste do rio Saluém, no lado oposto de Moulmein. Martabão foi a capital do Reino de Martabão (mais tarde conhecido como Reino Hanthawaddy) de 1287 a 1364, e um entreposto de fama internacional até meados de século XVI.

## Etimologia
"Mottama" deriva do termo da língua mom "Mumaw" (mom: မိုဟ် တၟံ;/mùh mɔˀ/), que significa "esporão rochoso".

## História

### Antes do século XV

A Rota da Seda no século I

Entre o século II a.C. e o século XV d.C., Martabão foi um importante porto comercial na histórica Rota da Seda Marítima que conectava o Oriente e o Ocidente, e os potes de armazenamento de produtos de Martabão eram importados por meio dessa estrada marítima.
A evidência mais antiga da existência de Martabão na história de Myanmar foi revelada em uma inscrição erguida pelo rei Sithu II do Império Pagan (Bagan) em 1176.
A antiga cidade era chamada de Sampanago (Campа̄nа̄ga, literalmente Cidade das Serpentes) ou Puñjaluin na língua mom. Também pode ser referida no contexto de Muttama-Dhañyawaddy ou Sampanago-Lakunbyin como um trecho de aproximadamente 45 quilômetros ou assentamentos ao longo do rio Saluém que se estende desde a atual Mottama até Hpa-an. Artefatos do local de Sampanago sustentam uma cultura próspera do sexto ao nono século, com comércio para outros locais antigos por terra e pelo mar. Moedas e influências culturais em artifícios indicam que Sampanago tinha contatos próximos com Thaton e os primeiros assentamentos em Uthong e Kanchanaburi.
No século XIII, Martabão era uma capital de província do sul do Império Pagan. Após o colapso de Pagan em 1287, o rei Wareru fundou o Reino de Martabão baseado em Martabão.:205–206 A cidade foi a capital de um reino de língua mom de 1287 a 1364. Nominalmente, era um Estado vassalo do tailandês Reino de Sucotai até 1314. De 1369 em diante, os reis Hanthawaddy governaram o reino de Bago (Pegu). De 1364 a 1388, Martabão esteve sob o governo independente de facto de Byattaba. Em 1388, o rei Razadarit reconquistou a cidade. Embora não fosse mais a capital, a cidade permaneceu um importante porto comercial do século XIV ao início do século XVI.

### Séculos XVI a XIX

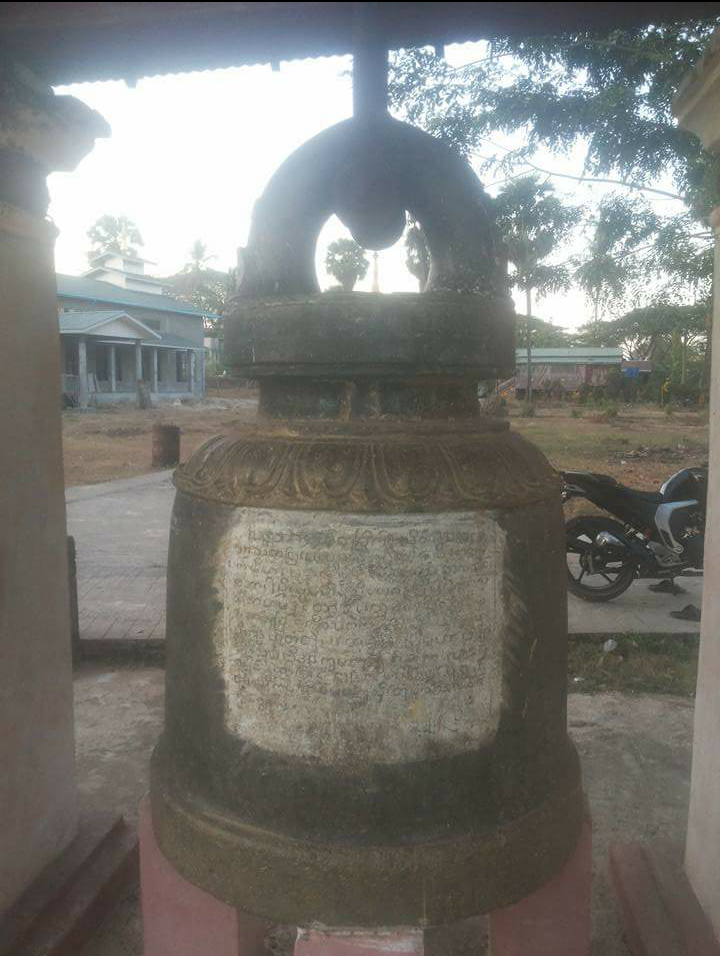
Antigo sino Martabão (1492 d.C.) com a inscrição no idioma mom

Em 1541, o rei Tabinshwehti de Taungû capturou a cidade fortificada e a destruiu totalmente, relegando-a para sempre a um remanso. Do século XVI ao XIX, Martabão foi um ponto estratégico em uma série de guerras travadas entre a Birmânia e o Sião.

### Período colonial
Martabão foi capturada pelos britânicos na Primeira Guerra Anglo-Birmanesa de 1824-1826, mas retornou à administração birmanesa após a guerra. No entanto, tornou-se a cidade fronteiriça, pois toda a costa Tenasserim de Moulmein para baixo tornou-se território britânico. A cidade tornou-se parte da Baixa Birmânia britânica após a Segunda Guerra Anglo-Birmanesa de 1852.

## Geografia
O rio Saluém atravessa a cidade até a Baía de Martabão.  A localização das cidades é adjacente à confluência de cinco rios: o Saluém, o Ataran, o Gyaing, o Dontami e o Hlaingbwe à medida que deságuam no Golfo de Martabão. Também é cercada por colinas que continuam pela área com a cidade localizada no vale do Saluém, onde várias safras são cultivadas em leitos de riachos e ilhas.

## Transportes
Mottama era o término da estrada e da ferrovia de Rangum, onde o rio Thanlwin deságua no Golfo de Martabão no mar de Andamão. Hoje a ponte Thanlwin estabeleceu uma ligação de Mottama para Moulmein e outra cidade no sul, Ye.